# Kotori Momoyuki
Kotori Momoyuki (jap. 桃雪 琴梨 Momoyuki Kotori; ur. 30 czerwca) – japońska mangaka i ilustratorka urodzona w prefekturze Osaka, w Japonii.

## Twórczość

### Mangi
- Love Lab (jap. ラブラボ Rabu Rabo) (2005 – debiut; komedia romantyczna, shōjo, supernatural; wyd. Kōdansha; 1 tom)
- Ōji-sama no Tsukurikata (jap. 王子様のつくりかた) (2005; komedia romantyczna, shōjo, fantasy; wyd. Kōdansha; 2 tomy)
- Pink Innocent (jap. ピンク♥♥イノセント Pinku♥♥Inosento) (2006; komedia romantyczna, shōjo; wyd. Kōdansha; 3 tomy)
- Moe Kyun! (jap. 萌えキュン!) (2008; komedia romantyczna, shōjo; wyd. Kōdansha; 1 tom)
- Million Girl (jap. ミリオンガール Mirion Gāru) (2009; dramat, shōjo, mystery; wyd. Kōdansha; 3 tomy)
- Boku no Chopin (jap. 僕のショパン Boku no Shopan; dosł. Mój Chopin) (2009; komedia romantyczna, seinen, historyczna; wyd. Kadokawa Shoten; 2 tomy (nadal wydawana))